# Seguroski
«Seguroski»  es una canción de reguetón escrita por Daddy Yankee. Fue lanzada bajo su disco Los Homerun-Es en el año 2003. La canción fue lanzada como el primer sencillo del álbum a mediados de 2003 y se convirtió en un éxito, estuvo como una de las 100 primeras canciones en las más importantes listas de música de los Estados Unidos.

## Versiones
La canción obtuvo un éxito muy grande en la isla natal del artista, por lo que se lanzaron dos versiones distintas. Una fue la canción original y la otra una versión en Bachata la cual fue producida por DJ Eliel y al igual que la anterior obtuvo un gran apoyo. Se pensó crear el remix junto a sus dos grandes amigos Don Omar & Nicky Jam, pero por agenda de los 3 no se pudo, y cuando se desocuparon no tenían la misma relación. La versión en vivo fue extraída del concierto masivo del cantante en el Coliseo Roberto Clemente, más tarde en el 2005, el show fue lanzado bajo el título Ahora le toca al cangri! Live.  

## Lista de canciones

### CD sencillo
| N.º | Título                      | Duración |  |
| 1.  | «Seguroski»                 | 3:16     |  |
| 2.  | «Seguroski» (Bachata Remix) | 3:46     |  |
| 3.  | «Seguroski» (En Vivo)       | 3:58     |  |
| 4.  | «Seguroski» (Instrumental)  | 3:44     |  |

## Vídeo
El vídeo fue grabado en la isla de Puerto Rico en una discoteca muy concurrida, y en el vídeo aparecen Don Omar, DJ Nelson, DJ Blass entre otros. El vídeo fue lanzado junto al de la canción «Gata Gangster», el cual contó con buena recepción comercial.

## Créditos y personal
- Voz : Daddy Yankee
- Voz Adicional : DJ Nelson
- Producción : DJ Blass
- Letra : Daddy Yankee
- Pista : DJ Blass

Bachata
- Producción: DJ Eliel
- Pista: Eliel
- Letra: Daddy Yankee & Eliel